# Las Soles
Las Soles es un grupo musical español de Sevillanas, Rumba y Balada, formado por tres hermanas Esperanza, Loli e Isabel. Popularmente conocidas por temas como Vida Loca, Me Pinto y Me Arreglo, Cositas del Amor y Te Mueres Por Mi, entre otros.

## Biografía
Las Hermanas Lobato comenzaron su carrera musical en comuniones y cumpleaños familiares, apoyadas por su padre, hasta que en su juventud decidieron probar suerte en un concurso por el cual la compañía Horus se fijo en ellas para firmar contrato, de esta firma salen sus 3 primeros discos, luego en 1994 luego de 3 años sin grabar lanzan Pasión y Fuego primer trabajo que pisa fuerte en las listas y el primero de 5 discos de lanzarían con la compañía Senador en la primera etapa.
En 1999 llega la consolidación de Soles como cantantes con el tema "Vida Loca" que en 3 meses escalaria en listas de éxitos y seria canción bandera de muchas emisoras radiales, decían "Sin duda el año en el que grabamos la versión de la canción Vida loca de Pancho Céspedes. Nuestro amor por la canción nos llevó a incluir el tema por capricho en ese disco. Se convirtió en un boom y empezamos a cantarla en nuestros directos. Las emisoras de radio también ayudaron a que fuera un éxito e hicimos 80 conciertos en tres meses. Sinceramente surgió algo mágico con esta canción que no sabríamos explicar". Este Single es parte del disco Acaríciame el primero de 3 discos con la compañía Villa. En 2004 lanzan "Mágico" su único disco con la compañía El Pescador de Estrellas.
En 2007 Vuelven a ser parte del sello Senador y edita 2 fiscos mas en 2007 y 2008.
Durante casi 5 años el trio estuvo inactivo y alejado de los escenarios debido a la muerte de su padre y madre. Además Isabel se enferma de cáncer el cual supera en 2013.
En 2013 Mave las contrata para grabar 2 discos en 2013 y 2014, este último festejando sus 25 años en la música. En 2018 lanzan "Infinitas" otro trabajo que las vuelve a colocar en las grandes emisoras de radio y televisión con temas como "Me Sabe a Poco".
Luego de este éxito en 2019 firmar con Adriático Records, compañía en auge que lleva a Las Carlotas y La Húngara entre otros, de este sello lanzaron 1 Ep, 5 singles y un Disco.

## Discografía
| Año  | Álbum                 | Discográfica             |
| ---- | --------------------- | ------------------------ |
| 1989 | Dale a la Caña        | Horus                    |
| 1990 | Bandolero             | Horus                    |
| 1991 | Ojala Que Llueva Cafe | Horus                    |
| 1994 | Pasión y Fuego        | Senador                  |
| 1995 | Mujer de Luna         | Senador                  |
| 1996 | Adagio de Amor        | Senador                  |
| 1997 | Deseo                 | Senador                  |
| 1998 | Azucar & Miel         | Senador                  |
| 1999 | Acariciame            | Villa                    |
| 2000 | Desafio               | Villa                    |
| 2001 | Sueño Loco            | Villa                    |
| 2004 | Magico                | El Pescador de Estrellas |
| 2007 | Eclipse               | Senador                  |
| 2008 | Sentirte              | Senador                  |
| 2013 | + Soles que Nunca     | Mave                     |
| 2014 | 25 Años en el Tiempo  | Mave                     |
| 2018 | Infinitas             | Staff                    |
| 2020 | Con Alma (EP)         | Adriático                |
| 2020 | Viviendo              | Adriático                |

### Sencillos
- 1991: Ojalá Que Llueva Café
- 1999: Acaríciame
- 1999: Vida Loca
- 2000: El Corazón No Se Equivoca
- 2000: Yes, I Dance
- 2001: No Me Quites Mas
- 2004: Alifone
- 2014: Como Dolía
- 2015: Me Engaña
- 2015: Andalucía
- 2017: Envidia
- 2018: Me Pinto y me Arreglo
- 2019: No Voy a Quedar Contigo
- 2020: Cositas del Amor
- 2020: Imágenes Sevillanas
- 2020: Una Vez Mas

- 2021: Si No Le Cantaba

#### Compilatorios
- 1998: Soles Versiones Originales
- 1998: Soles un Estilo Personal
- 2003: Lo Mejor de Soles